# Campagna Sottana
La Campagna Sottana era una delle quattro principali ripartizioni del Principato di Pavia, la più orientale di tutte.

## Storia
Il governo spagnolo da pochi anni insediatosi in Lombardia promosse la creazione di rappresentanze oligarchiche locali purché esse si impegnassero nella riscossione fiscale a favore del paese iberico. La Campagna Sottana ricomprese la parte orientale del Pavese, delimitata dalle province di Milano e Lodi a nord e a est, dal Ducato di Piacenza e dall'Oltrepò a sud, e dal Siccomario, il capoluogo e il Vicariato di Settimo ad ovest. 
Il territorio era suddiviso in sei delegazioni, ciascuna rappresentata da un deputato nella Congregazione del Principato, il consiglio provinciale dell'epoca, mentre nell'organo esecutivo aveva diritto ad esprimere uno dei quattro sindaci che lo componevano. Con poche modifiche, tale modello di rappresentanza durò per due secoli.